# Összenyomhatóság
Más néven kompresszibilitás (nem összetévesztendő a kompresszibilitási modulussal). Az anyagok relatív összenyomhatóságát adja meg, reciproka a kompressziós modulus. Folyamatfüggő mennyiség, ezért állandó hőmérsékleten vagy állandó entrópián értelmezett értéke különböző. Az iránymenti deriváltat kell képezni az állapotváltozás egyenlete által meghatározott vonalon.
{\displaystyle k_{x}=-{\frac {1}{V}}*\left({\frac {\partial V}{\partial p}}\right)_{x}} , ahol x = T, S